# Wrzosiec drzewiasty
Wrzosiec drzewiasty (Erica arborea) – gatunek rośliny z rodziny wrzosowatych, naturalnie występujący w zaroślach makii otaczających basen Morza Śródziemnego i w Afryce. Jego zasięg sięga na zachodzie po Portugalię, Wyspy Kanaryjskie i Maderę, następnie poprzez Afrykę Północną i Europę Południową sięga do Turcji i Gruzji na wschodzie. W Afryce poza jej częścią północno-zachodnią rośnie także na obszarze od Sudanu i Etiopii, poprzez Ugandę, Rwandę, Kenię i Tanzanię na południu.
Korzeń wrzośca jest wykorzystywany do produkcji fajek.

## Galeria

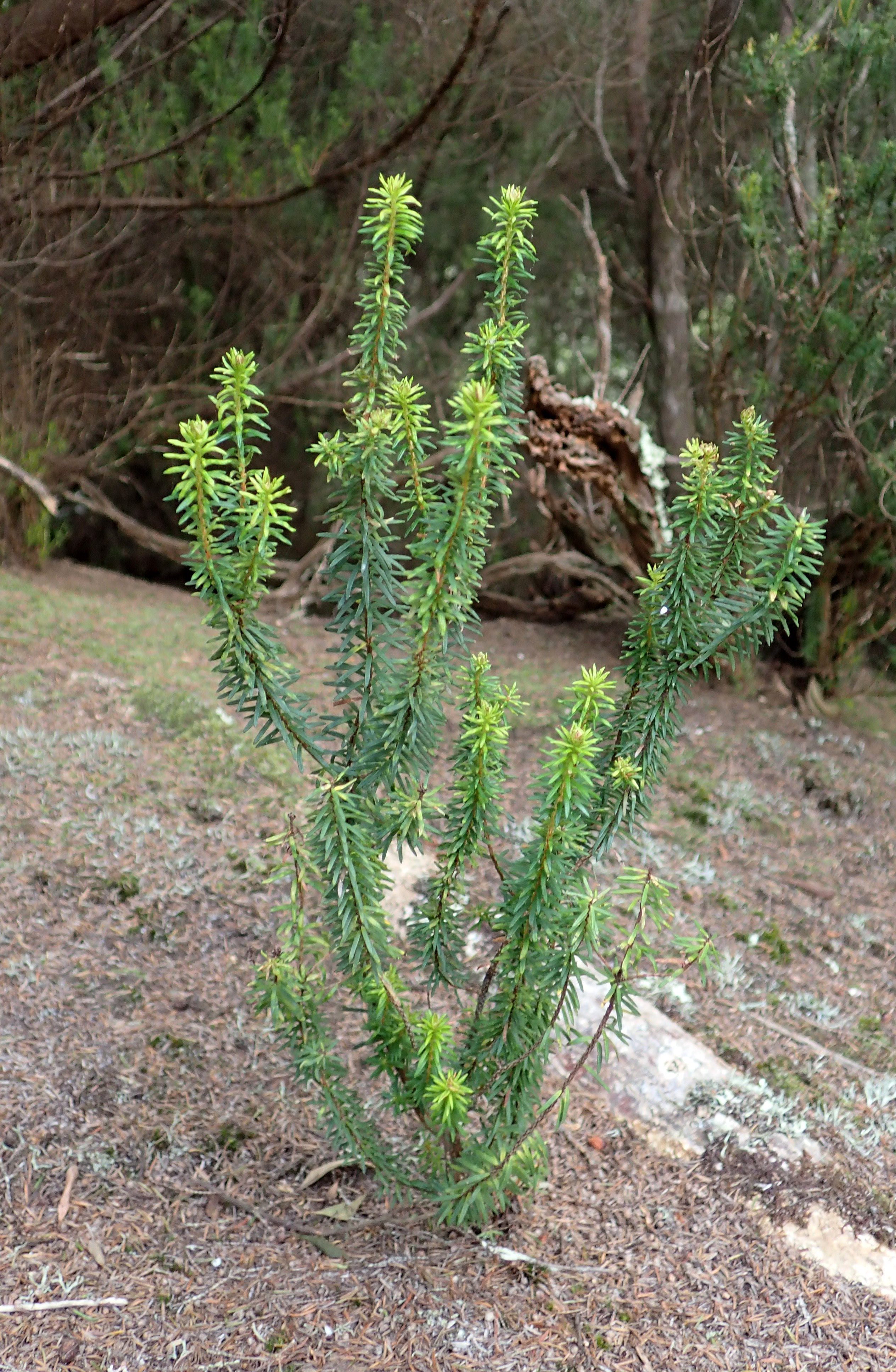
Młoda roślina
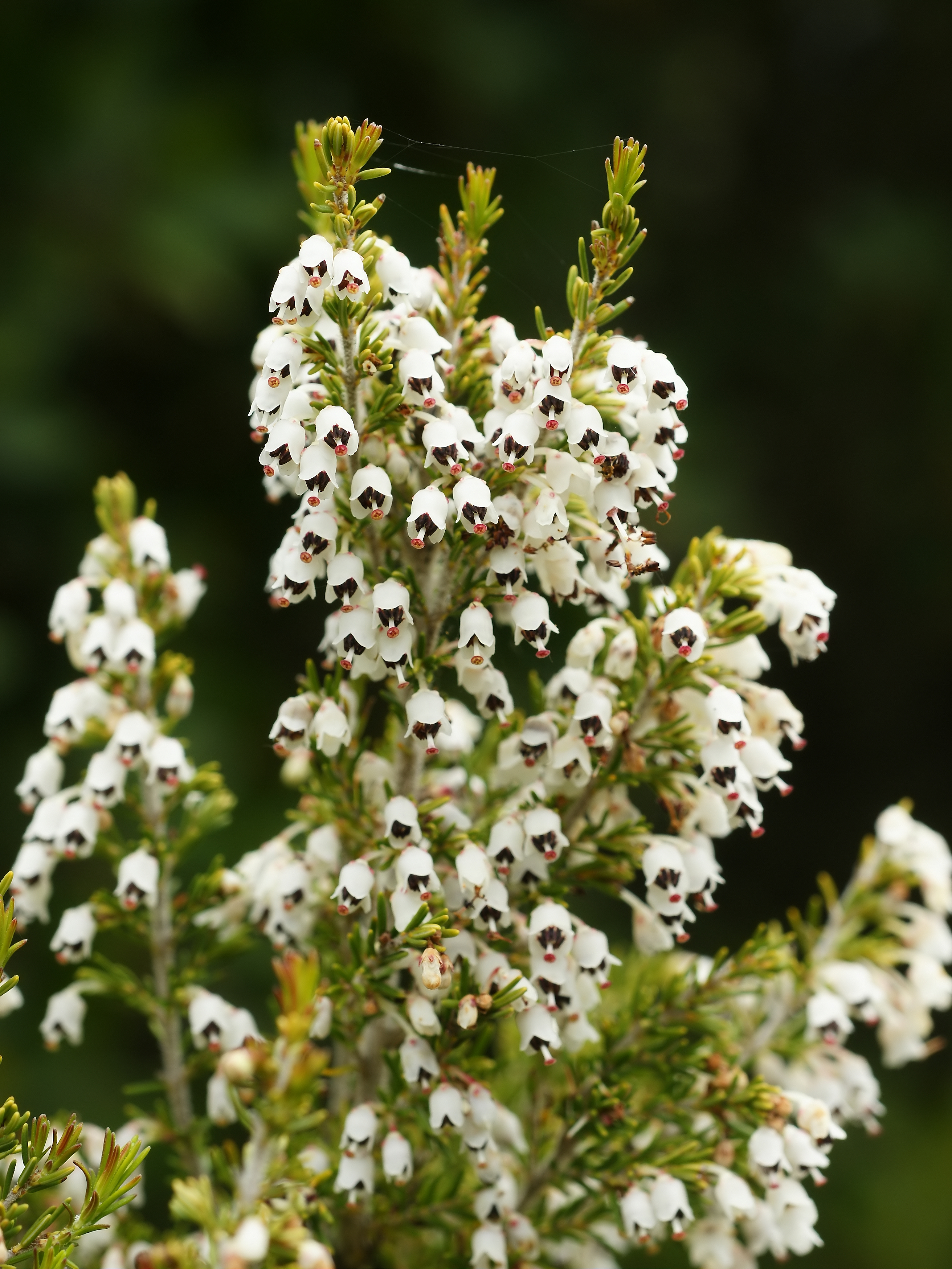
Kwitnący pęd
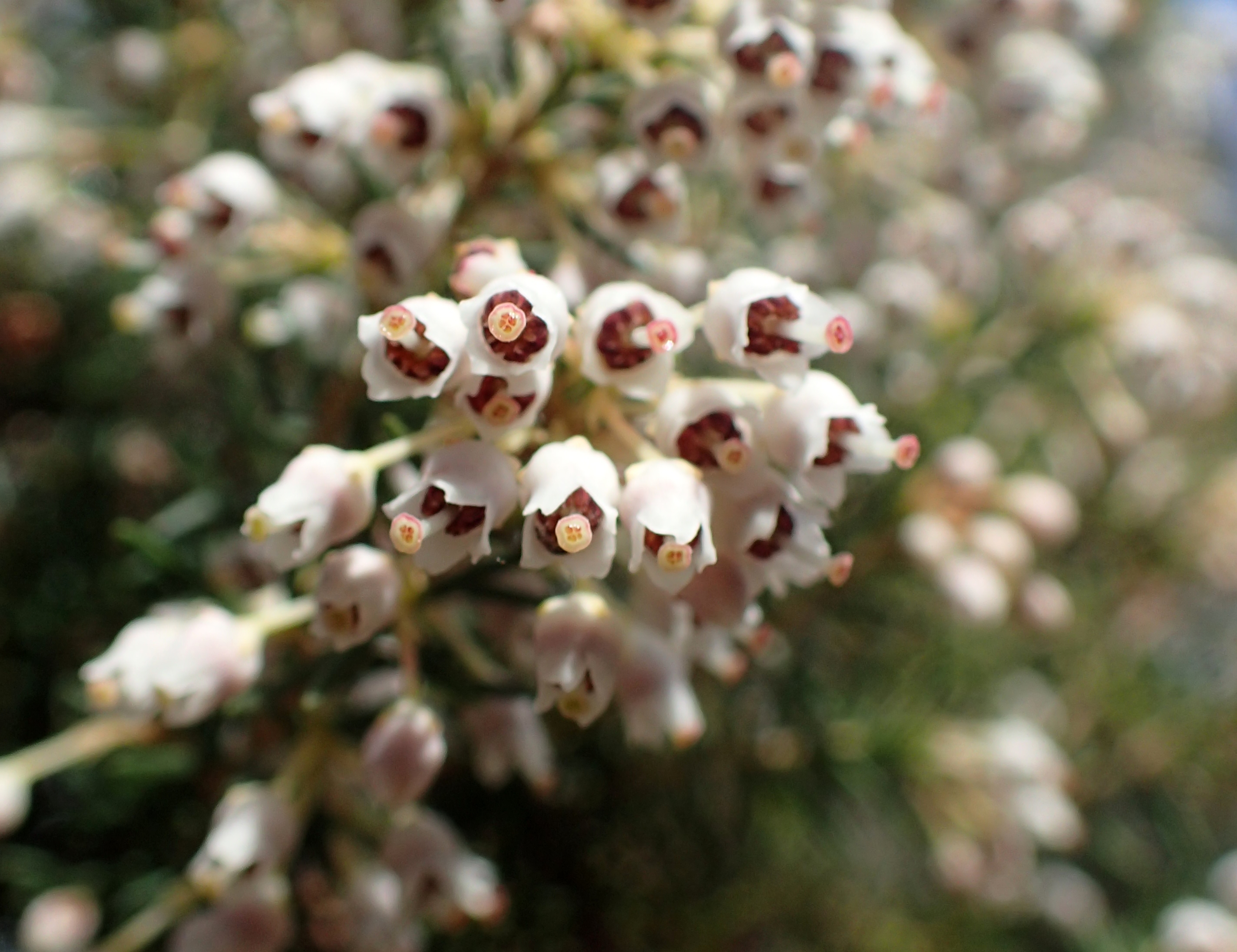
Kwiaty
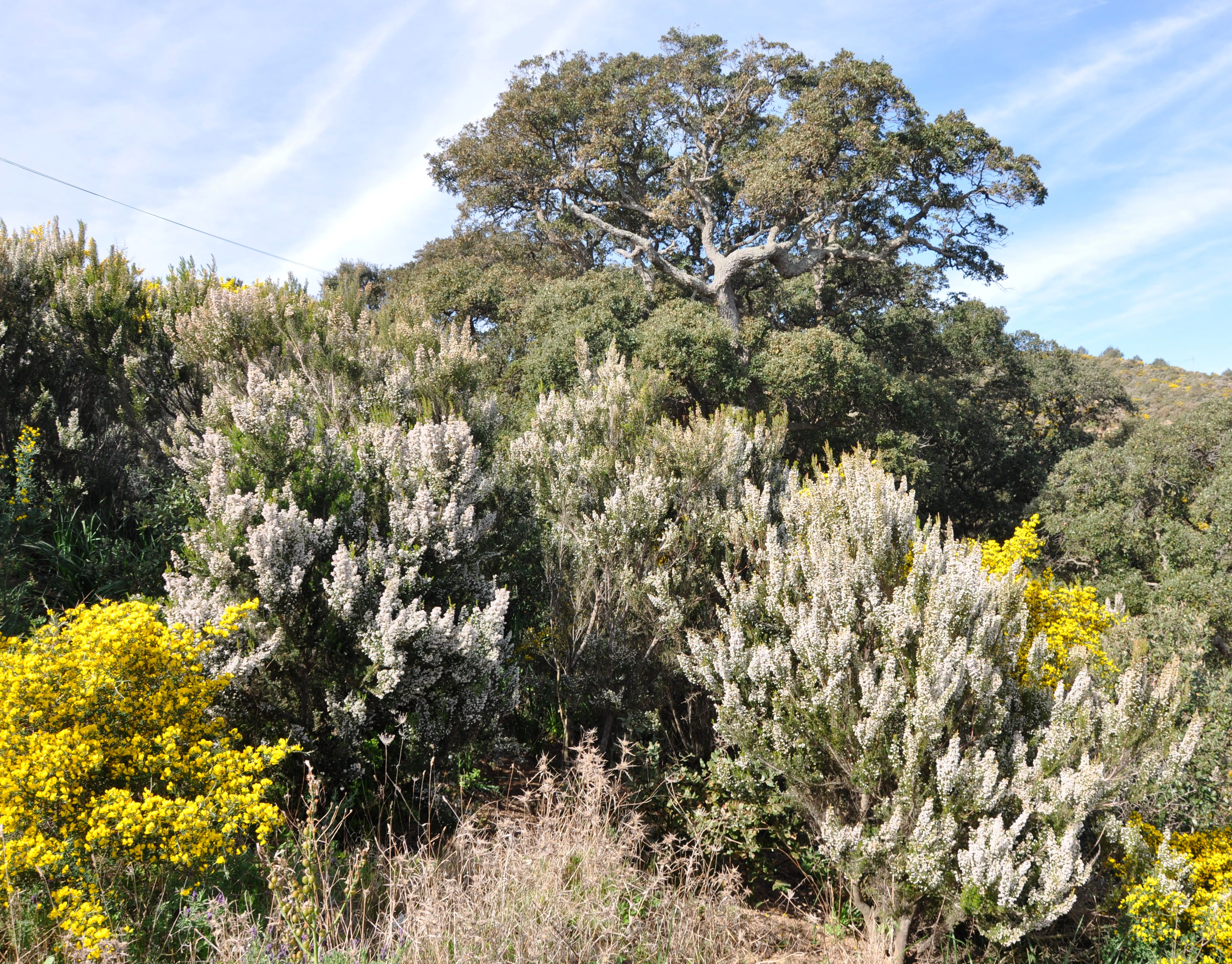
Siedlisko